# Ekonomiczna analiza kary śmierci
Ekonomiczna analiza kary śmierci – badania z dziedziny ekonomii, psychologii, socjologii i prawa, w swoich założeniach skupiające się na odstraszającej roli kary śmierci i społecznym wydźwięku kary śmierci, a także na kosztach związanych z przeprowadzeniem i wykonaniem kary śmierci.

## Odstraszający charakter kary śmierci

### Badania negujące teorię o odstraszającym charakterze kary śmierci

#### Badania Johana Thorstena Sellina
Jednym z najsłynniejszych i najważniejszych badań z zakresu ekonomicznej analizy kary śmierci jest badanie socjologa Johana Thorstena Sellina. Badanie J. T. Sellina składało się z czterech faz:
- porównanie liczby wyroków skazujących na karę śmierci w tych stanach, które ją miały, z tymi stanami, które z nimi sąsiadowały, a w przepisach nie wymieniały kary śmierci,
- porównanie zmian w liczbie zabójstw po zawieszeniu kary śmierci, a następnie jej przywróceniu,
- analiza zmiany, jakie nastąpiły w miastach, w których egzekucje były dobrze nagłaśniane,
- analiza liczby zabójstw funkcjonariuszy publicznych.

Pierwsze z badań wykazało podobny odsetek zabójstw w stanach z karą śmierci i w stanach bez kary śmierci. Drugie z badań wykazało brak zmian we wskaźnikach zabójstw przed i po zniesieniu kary śmierci, trzecie – odnoszące się do nagłaśniania egzekucji – wykazało ponownie brak istotnych zmian, a ostatnie z badań, odnoszące się do zabójstw funkcjonariuszy publicznych i grożącej za to kary śmierci, ale tylko w niektórych stanach, wykazało brak różnicy między tym, gdzie kara śmierci obowiązywała, a gdzie ustawodawstwo takiej kary nie przywidywało. Wskaźniki zabójstw policjantów były na tym samym poziomie, niezależnie od zagrożenia tego czynu karą śmierci. Po całościowej analizie badań T. Sellin wysnuł tezę, że zagrożenie czynu karą śmierci nie wpływa na odstraszanie przyszłych skazanych.
Badania te podlegały w późniejszym czasie analizie innych badaczy, którzy zauważyli pewnego rodzaju uchybienia w postaci:
- pominięcie tak zwanych „pozostałych czynników zmiennych” – przykładowo badając poziom zabójstw w miastach, w poszczególnych stanach, T. Sellin pominął poziom zurbanizowania miast, poziom biedy, przemocy i agresji, co wpływać może na popełnianie czynów przestępczych w tym zabójstw,
- pominięcie struktury wieku,
- uznanie wszystkich zabójstw za takie same, pomijając fakt, że prawo Stanów Zjednoczonych wyróżnia zabójstwo pierwszego stopnia i zabójstwo z premedytacją, za które grozi zawsze kara śmierci, a także zabójstwo drugiego stopnia i zabójstwo dokonane w afekcie, za które nie została przewidziana kara śmierci,
- skupienie się jedynie na tym, czy dany stan w swoim prawie umożliwia orzeczenie kary śmierci, a nie na tym, czy jest ona rzeczywiście wykonywana (przykładem jest Massachusetts, w którym przepisy o karze śmierci obowiązywały do lat 60. XX wieku, ale już od roku 1947 nie została w nim stracona ani jedna osoba)[2].

#### Badania J. Donohue i J. Wolfersa
Profesor John J. Donohue i profesor Justin Wolfers, poddając krytyce prace T. Sellina i I. Ehrlicha, zwrócili uwagę na dwa dowody, które wskazywać miały na brak jakiegokolwiek związku między liczbą egzekucji a wskaźnikiem zabójstw. J. Donohue i J. Wolfers porównali wskaźnik zabójstw w Kanadzie i Stanach Zjednoczonych. W Kanadzie, według badań, dochodzi do około jednej trzeciej mniej zabójstw niż w Stanach Zjednoczonych, ale w ciągu 50 lat wskaźnik zabójstw zmieniał się analogicznie do wskaźnika zabójstw w Stanach Zjednoczonych. W Kanadzie jednak nie wykonano egzekucji od roku 1962. Drugi dowód opracowany przez J. Donohue i J. Wolfersa opierał się na porównaniu wskaźnika zabójstw. W stanach w których obowiązywała kara śmierci i w stanach w których kara śmierci nie obowiązywała, wskaźniki zabójstw zmieniały się w taki sam sposób. Przyglądając się wynikom J. Donohue i J. Wolfers doszli do wniosku, że nowe badania nie wyczerpują tematu odstraszającego efektu kary śmierci, a efekt odstraszający kary śmierci nadal pozostaje tematem do badań.

#### Badania Johna B. Taylora i P. Passella
Profesor John B. Taylor i profesor Peter Passell przeanalizowali dane zgromadzone przez I. Ehrlicha, ale pominęli lata 1962–1969. W wyniku badań uznali, że brak jest jakiegokolwiek związku między liczbą egzekucji a liczbą zabójstw. Według Johna B. Taylora i P. Passela, I. Ehrlich błędnie ustalił, że im wyższy jest współczynnik skazań za zabójstwo, tym mniejsza jest ich liczba. Chodzi tutaj zwłaszcza o sytuację, w której prawdopodobieństwo wykonania kary śmierci na osobie skazanego jest duże. W takim przypadku sędziowie, którzy wiedzieliby, że najpewniej skazany zostanie stracony, niechętnie wydawaliby wyroki skazujące za popełnienie zabójstwa pierwszego stopnia, tym samym mniej było wyroków skazujących i wykonanych kar śmierci, ale nie zabójstw. Zależność ta dostrzeżona została w Wielkiej Brytanii, kiedy w roku 1965 zniesiono karę śmierci. Do tej pory na karę śmierci mogły być skazywane jedynie zdrowe psychicznie osoby. Po zniesieniu kary śmierci w roku 1965 liczba chorych psychicznie więźniów drastycznie spadła.

### Badania potwierdzające teorię o odstraszającym charakterze kary śmierci

#### Badania I. Ehrlicha
Ekonomista Isaac Ehrlich wyszedł w swoich badaniach z założenia, że potencjalni przestępcy będą równoważyć oczekiwaną karę z oczekiwanymi korzyściami. By jednak zmierzyć poziom potencjalnych korzyści płynących z zabójstwa, należy posłużyć się określnikami takimi jak stopa bezrobocia, zamożność, struktura wiekowa i rasowa. Korzyść przestępcy, który dopuści się zabójstwa, zależna będzie od trzech zmiennych czynników:
- prawdopodobieństwa zatrzymania (które było mierzone poprzez podzielenie ogółu zatrzymanych po popełnieniu zabójstwa, a liczby zabójstw zgłoszonych),
- prawdopodobieństwa bycia skazanym za zabójstwo (które mierzono poprzez oddzielenie ogólnej liczby osób skazanych na zabójstwo przez liczbę w ogóle zatrzymanych),
- prawdopodobieństwo egzekucji (które jest mierzone poprzez podzielenie ogólnej liczby egzekucji przez ogólną liczbę skazanych).

Ehrlich, skupiając się w swoich badaniach na latach 1933–1969, uznał, że wskaźnik zabójstw jest w pełnej korelacji do trzech miar odstraszania. Założył on, że największy wpływ na odsetek zabójstw nie będzie miała kara śmierci jako kara przewidziana za ten czyn, ale sama groźba zatrzymania przestępcy. Dopiero później, jako drugi, wzrost wskaźnika egzekucji wpływać będzie na pogłębienie odstraszającego efektu kary śmierci. Ehrlich podkreślił, że jedna dodatkowa egzekucja na rok może zapobiec od siedmiu do ośmiu zabójstw rocznie.
Ehrlichowi zarzucano złe wyliczenia spowodowane stosowaniem różnych rodzajów funkcji, od liniowej do logarytmicznej. Wykorzystywanie różnego rodzaju funkcji prowadziło do rozpiętości danych i różnych wyników. Ponadto okres poddany badaniu – lata 1962–1969 – cechował się spadkiem egzekucji, z 47 w roku 1962 do zaledwie 2 w roku 1967, a w latach 1968 i 1969 nie została wykonana ani jedna egzekucja. Spadek liczby wykonywanych egzekucji zbiegł się z momentem znacznego wzrostu poziomu przestępczości. Pominięcie tych lat w badaniach wykonanych przez Johna Taylora i Petera Passella dało podstawę do wysnucia odwrotnych wniosków, czyli braku relacji między obowiązywaniem kary śmierci a jej charakterem odstraszającym i spadkiem liczby zabójstw.

#### Badania R. Lemperta
Model I. Ehrlicha wykorzystany został przez profesora Richarda Lemperta. Badał on wpływ i relacje między skazaniami a niechęcią do orzekania o egzekucji. Lempert ustalił, że częstsze stosowanie kary śmierci doprowadzić mogłoby do obniżenia prawdopodobieństwa zabójstwa o 17%.

#### Badania Joanny M. Shepherd, Hashem Dezhbakhsh i Paula H. Rubin
Profesor Joanna M. Shepherd i profesor Hashem Dezhbakhsh poddali analizie lata 1960–2000. Zmiany zachodzące w prawie stanowym odnoszące się do wprowadzenia lub zniesienia kary śmierci powodowały spadki lub wzrosty liczby zabójstw. Według powyższych uznali oni, że istnieje istoty związek przyczynowy między karą śmierci a liczbą zabójstw. Efekt odstraszający był bardzo duży, a każda wykonana egzekucja prowadziła do zapobieżeniu łącznie 150 kolejnym, potencjalnym zabójstwom. Wykorzystując inne dane, J. M. Shepherd wraz z H. Dezhbakhshem i Paulem H. Rubinem ponownie odkryli efekt odstraszający kary śmierci, w tym zbiorze danych jedna egzekucja odpowiadała spadkowi zabójstw i odstraszała od popełnienia od 8 do 18 zabójstw.

#### Badania Dale O. Cloningera i Roberto Marchesiniego
Przedmiotem badań profesora Dale O. Cloningera i profesora Roberto Marchesiniego była sytuacja ułaskawiania skazanych na karę śmierci w stanie Illinois, w którym to stanie, w roku 2000, ogłoszone zostało moratorium na wykonywanie kary śmierci, a w roku 2003 nastąpiła zmiana wszystkich wyroków skazujących z kary śmierci na dożywotnie więzienie. Profesor Dale O. Cloninger i profesor Roberto Marchesini porównali liczbę zabójstw w stanie Illinois z liczbą zabójstw w USA. W wyniku badań zauważyli, że wzrost liczby zabójstw w Illinois nastąpił dwukrotnie. Pierwszym przypadkiem był okres po ogłoszeniu moratorium, a drugim okres zamiany osadzonym kary śmierci na karę dożywotniego pozbawienia wolności. Autorzy uznali, że w wyniku zmian w prawie i złagodzenia kar, popełnionych zostało dodatkowo o 150 zabójstw więcej, aniżeli w sytuacji gdyby nie doszło do złagodzenia kar.

#### Badania H. Mocana i R. Gittingsa
Profesor Naci H. Mocan i profesor R. Kaj Gittings w swoich badaniach skupili się i przeanalizowali lata 1977–1997. Odkryli oni, że biorąc pod uwagę liczbę ułaskawień, liczbę przeprowadzonych egzekucji i poziom przestępczości, to każda egzekucja odstrasza od popełnienia potencjalnych 5 zabójstw, natomiast każde ułaskawienie jest przyczyną wystąpienia 5 zabójstw.

## Koszty społeczne
Wysokie koszty społeczne, według wyliczeń, są kwestią bezsporną. W Stanach Zjednoczonych, w sprawach, które zakończyć się mogą egzekucją, wybór ławy przysięgłych jest znacznie dłuższy i bardziej skrupulatny, co przekłada się na długość ustanowienia pełnego składu ławy przysięgłych. Prawo stanowe dopuszcza możliwość kwestionowania poszczególnych nominacji, co finalnie oznacza przedłużenie i rozciągniecie całego procesu formowania ławy. Średnio proces ten trwa około czterech razy dłużej niż w przypadku spraw, w których kara śmierci nie była brana pod uwagę.
Kolejne zwiększenie kosztów związane jest z potrzebą dokładniejszego przygotowania się stron. Wyliczono, że sprawa taka kosztuje oskarżenie średnio dwa miliony dolarów. W wyniku sprawy o karę śmierci, hrabstwa, w których sprawa się toczy, muszą podnieść podatki o średnio 1,6%. Sam proces, podzielony na dwa etapy (ustalenie winy i wykonanie wyroku) trwa bardzo długo. Procedury większości stanów nakazują automatyczne badanie wyroku kary śmierci przez sąd najwyższy danego stanu, co w następstwie generuje kolejne koszty.
Koszt przetrzymywania osoby skazanej na karę śmierci w celi jest ponad dwukrotnie wyższy aniżeli więźniów z innymi wyrokami. Wynika to z tego, że skazani na karę śmierci wymagają o wiele większego poziomu nadzoru i bezpieczeństwa. Dochodzą do tego koszta opieki medycznej i psychologicznej, ponadto skazani na karę śmierci nie mogą być zatrudnieni, dlatego nie przynoszą więzieniom żadnych przychodów.
W Kalifornii, według magazynu prawniczego „Loyola of Los Angeles Law Review”, od momentu wprowadzenia kary śmierci w tym stanie w 1978 roku władze Kalifornii przeznaczyły na jej obsługę 4 miliardy dolarów, czyli około 184 milionów dolarów rocznie. Z tych samych badań wynika, że gdyby trzymać więźniów skazanych na karę śmierci w więzieniu do końca ich życia, podatnik obciążony zostałby 11,5 milionami dolarów rocznie. Badanie przeprowadzone przez sędziego Arthura L. Alarcona i profesor prawa Paulę M. Mitchell wykazało, że procedura kończąca się wykonaniem kary śmierci jest 20-krotnie droższa od zwykłego procesu sądowego kończącego się wyrokiem więzienia.